# Eisenkappel-Vellach
Eisenkappel-Vellach (szlovénül: Železna Kapla-Bela) osztrák mezőváros Karintia Völkermarkti járásában. 2016 januárjában 2399 lakosa volt.

## Elhelyezkedése

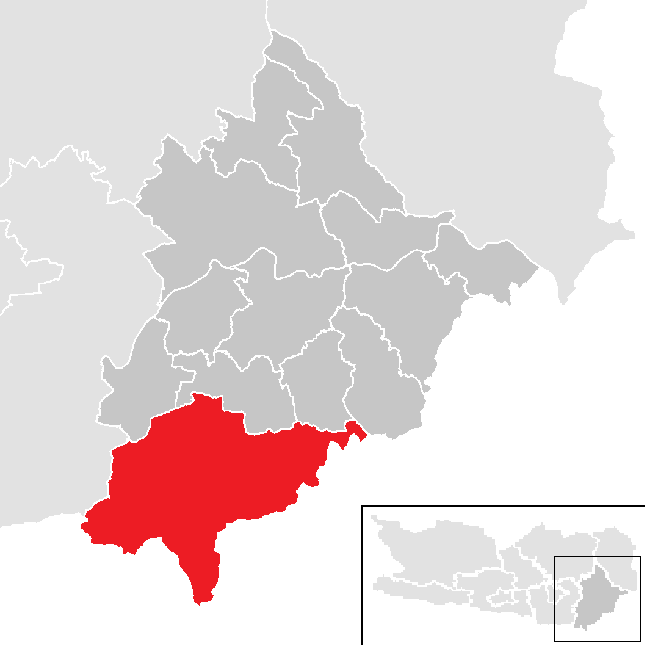
Eisenkappel-Vellach a Völkermarkti járásban

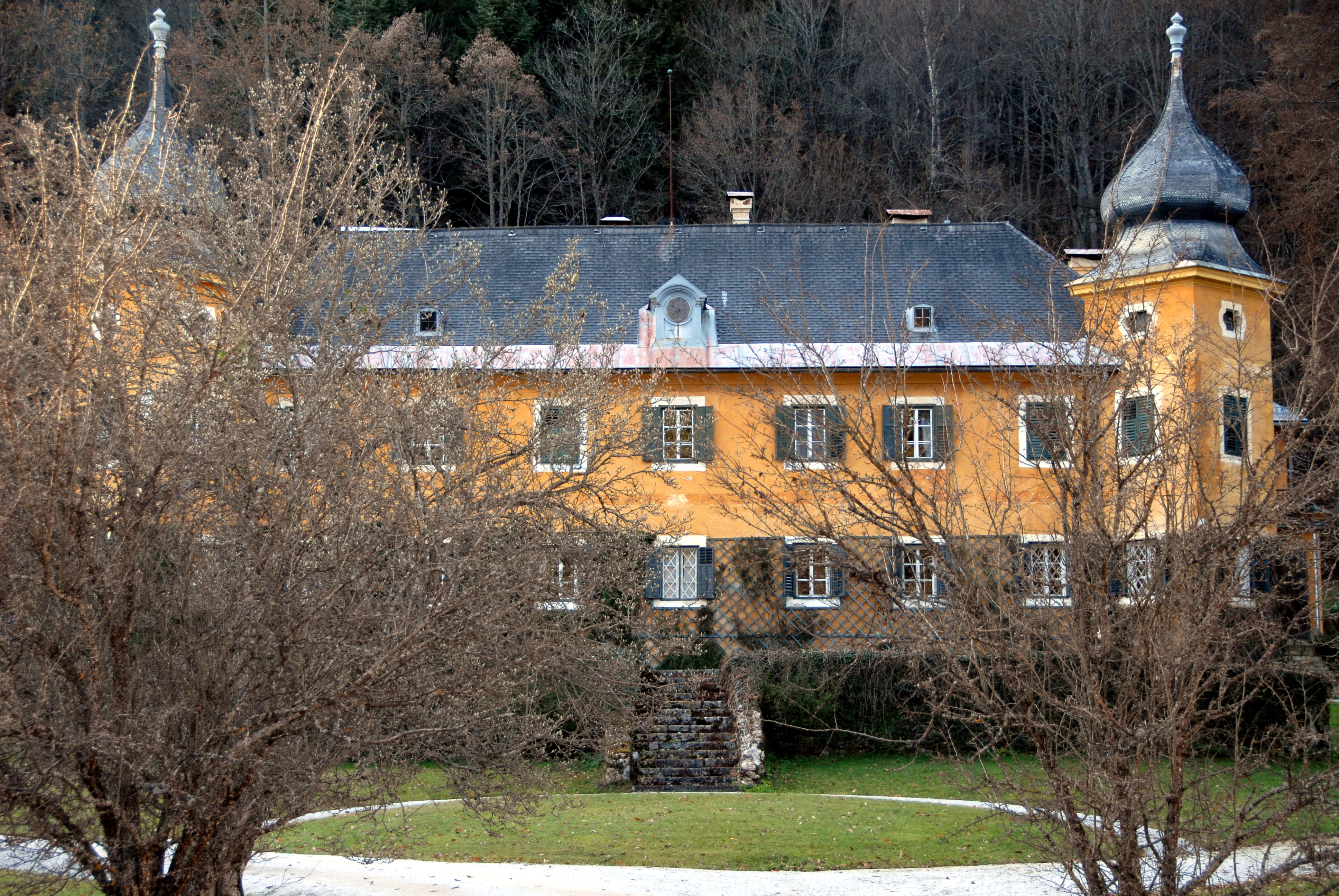
A Hagenegg-kastély

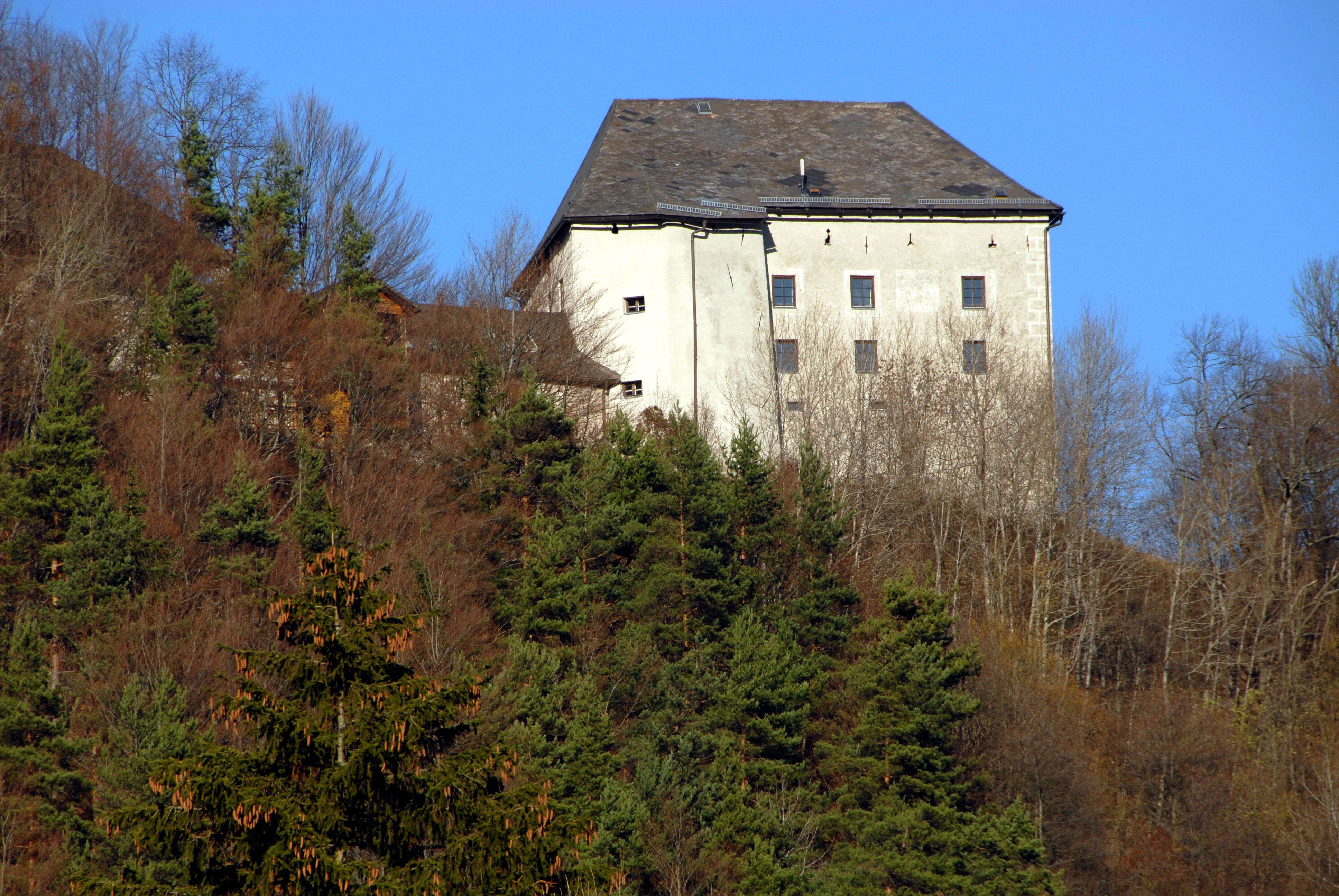
Rechberg erődje

Eisenkappel-Vellach Karintia délkeleti részén fekszik a Vellachtal völgyében, közvetlenül a szlovén határ mellett. Az önkormányzathoz 11 katasztrális községben 14 kisebb-nagyobb falu és településrész tartozik.
A környező települések: nyugatra Zell, északnyugatra Gallizien, északra Sittersdorf, északkeletre Globasnitz és Feistritz ob Bleiburg, keletre Črna na Koroškem (Szlovénia), délkeletre Solčava (Szlovénia), délre Jezersko (Szlovénia), délnyugatra Tržič (Szlovénia).

## Története
A Bad Eisenkappel nevét adó kápolnát először 1050-ben említik Capella néven. A környező település 1267-ben mezővárosi státuszt kapott és elsősorban a só- és vaskereskedelemből profitált. A török betörések miatt a 15. század végén falat építettek, de 1473-ban így is kifosztották. III. Frigyes császár újjáépíttette a várost és 1493-ban címert adományozott neki. A 15. és 19. század között vízkerék-hajtotta vasüzemek, a 18. századtól pedig vasércbányák segítették a helyi gazdaság fejlődését. 
Az önkormányzat 1850-ben jött létre Kappel néven. 1890-ben átnevezték Eisenkappelre, bár a vasipar ekkorra lehanyatlott. Helyét a fakitermelés és fűrésztelepek vették át. A 20. században egyre jelentősebbé vált a turizmus. Eisenkappel 1939-ben egyesült a szomszédos Vellachhal és létrejött a mai városi önkormányzat.  
1902-től a várost érintette a Vellachtalbahn keskenyvágányú vasútvonal, amelyet 1971-ben megszüntettek. A vasútállomás épületében ma asztalosműhely működik. 

## Lakosság
2016 januárjában az eisenkappel-vellachi önkormányzathoz tartozó településeknek 3517 lakója volt, ami jelentős növekedés a 2001-es 2 710 főhöz képest. Akkor a lakosok 95,2%-a osztrák, 1,8%-a boszniai állampolgár volt. A helybeliek 57,0%-ának anyanyelve a német, 37,6%-nak pedig a szlovén volt. 91,1% katolikusnak, evangélikusnak és muszlimnak 1,9-1,9%, felekezet nélkülinek pedig 4,1% vallotta magát. 

## Látnivalók

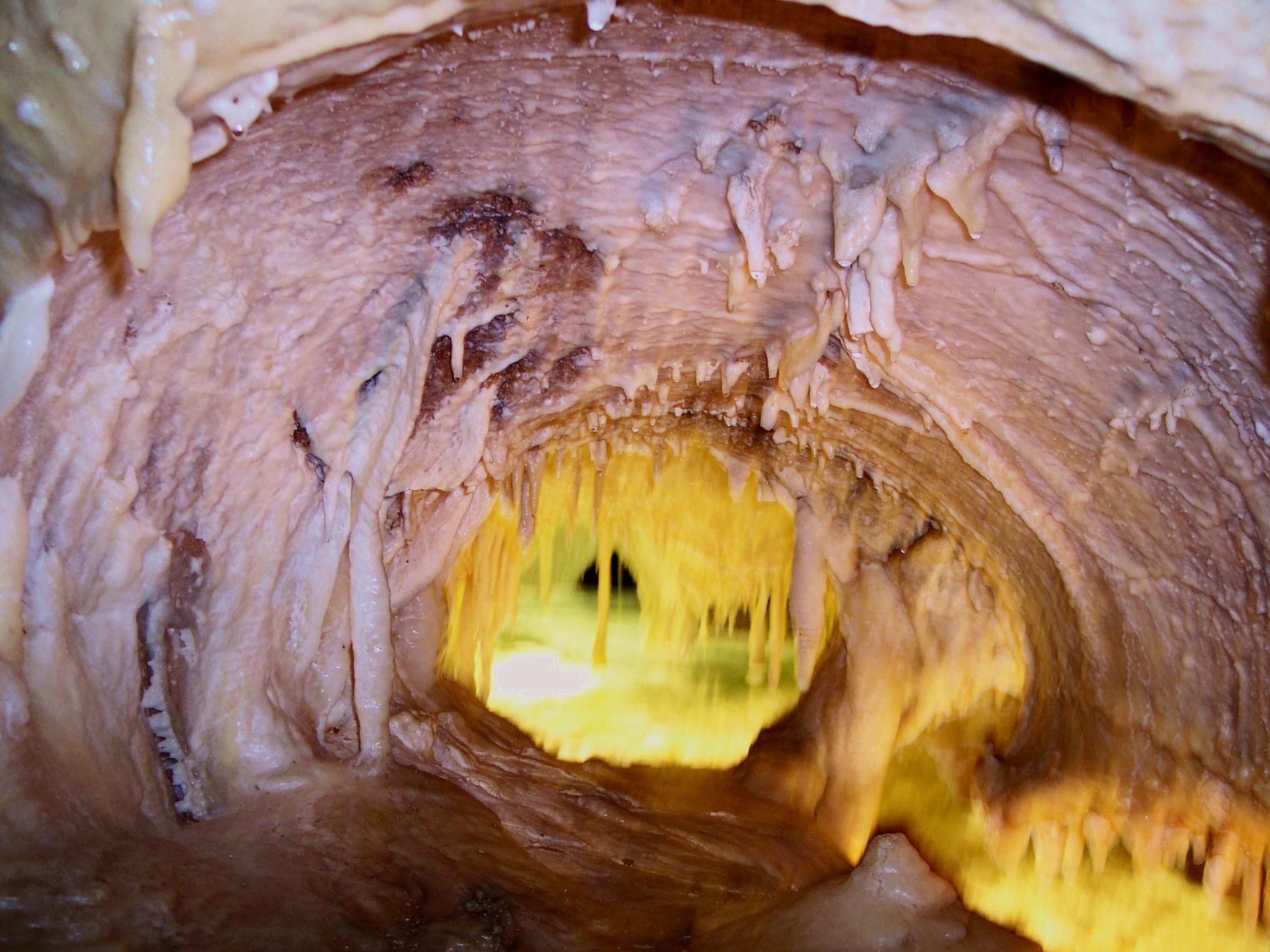
Az obiri cseppkőbarlang

- a peršmanhofi partizánmúzeum. 1945. április 25-én egy tizenegy fős családot (köztük 7 gyereket) mészároltak le itt jugoszláv partizánok rejtegetése miatt.
- oldtimer motorkerékpár-múzeum
- az eisenkappeli plébániatemplom
- a késő gótikus temetői templom
- a Hagenegg-kastély
- Rechberg vára
- a törökök ellen emelt erődítmény romjai
- Obiri cseppkőbarlang
- Vellacher Kotschna természetvédelmi terület
- Trögern-szurdok természetvédelmi terület    Nature reserve Trögerner Klamm
- Hochobir-hegység, legmagasabb csúcsa 2139 m
- Türkenkopf via ferrata

## Híres eisenkappel-vellachiak
- Otto Barić (1933-) labdarúgó
- Maja Haderlap (1961-) író
- Angela Piskernik (1886–1967) botanikus

## Fordítás
- Ez a szócikk részben vagy egészben  az   Eisenkappel-Vellach című német Wikipédia-szócikk ezen változatának fordításán alapul.  Az eredeti cikk szerkesztőit annak laptörténete sorolja fel. Ez a jelzés csupán a megfogalmazás eredetét és a szerzői jogokat jelzi, nem szolgál a cikkben szereplő információk forrásmegjelöléseként.